# 張瀚 (正德進士)
張瀚（1483年—？），字時涵，號静斋，江西吉安府吉水縣人，民籍，明朝政治人物。

## 生平
正德二年（1507年）丁卯科江西鄉試第四十四名舉人。正德十二年（1517年）中式丁丑科會試第一百五十七名，登第三甲第一百七十六名進士。吏部观政，卒。

## 家族
曾祖張安止，封監察御史；祖父張鸞，曾任按察司副使；父張敬，曾任訓導。母龍氏。永感下。弟灦、氵邊、㶎。